# استاتیک (فیلم ۱۹۸۶)
«استاتیک» (انگلیسی: Static (film)) فیلمی در ژانر کمدی-درام به کارگردانی مارک رومنک است که در سال ۱۹۸۶ منتشر شد. از بازیگران آن می‌توان به آماندا پلامر و باب گانتون اشاره کرد.